# Pommes soufflées
Les pommes soufflées (del francès patates inflades o patates buides) són patates tallades molt fines i fregides en oli temperat per a després fregir-les en oli calent. El seu aspecte és similar al d'una pilota completament inflada. Se solen servir com a acompanyament de diferents plats com pot ser peixos o carns.

## Història
Les cròniques culinàries que fan referència al seu origen, o a la primera vegada que es van elaborar esmenten que va ser degut a una error culinària. Això fou el 1837 en la inauguració de la línia ferroviària de París a Saint-Germain-en-Lay. El menú celebració havia d'incloure llom rostit amb patates fregides, el cuiner va posar a fregir les patates finament tallades en rodelles a l'hora prevista, però quan el van avisar que a l'estació vinent de le Pecq el tren s'aturaria per problemes tècnics, Collinet (el cuiner) va manar d'aturar la fregida de mala gana. Va separar les rodelles de patates semifregides i les va assecar de greix amb la intenció de tornar-les a fregir quan hi serien els convidats. Quan decidí de tornar a fregir; posà l'oli a escalfar, i quan l'oli fou molt calent comprovà que en incloure les rodelles de patata aquestes s'inflaven com pilotes. Cadascuna de les patates adquiria una color daurada, era com si atrapés una bombolla a l'interior.

## Característiques
Les patates es tallen rodelles molt fines, alguns autors esmenten uns tres mil·límetres de gruix aproximadament. Uns altres esmenten un tall tan fi com ho permeti l'estructura de la patata. Uns altres esmenten un tall regular per les vores de mig centímetre. Les patates porten una doble fregida, que es produeix de manera seqüencial:
1. Cadascuna de les fines rodelles es fregeix en oli a una temperatura de 135 °C fins que es tornin daurades. Arribats a aquest punt es retiren i es col·loquen en una tovallola assecant que retira l'excés d'oli fins que les patates aconsegueixin la temperatura ambient.
2. Una vegada reposades les rodelles es tornen a fregir en un oli a uns 200 °C, amb aquest oli les rodelles s'inflen. Es deixen escórrer sobre paper absorbent i s'empolvoren discretament amb sal. En alguns receptaris s'esmenta el greix de boví com el més apropiat per a aquesta segona fregida.[3] En aquesta segona fregida no convé posar massa patates per tal que l'oli no baixi dels dos-cents graus. Per a això s'aconsella de tenir oli d'oliva en punt de fumeig.

La patata no ha de ser ni massa vella, ni massa jove. L'important és la quantitat d'humitat que posseeixi la seva carn. Encara que han de triar-se les de grandària mitjana i de manera regular, sense gaire clots. No han de ser parades gaire abans de començar la doble fregida. No han de salar-se les patates abans de les dues fregides, això canviaria la condició d'humitat i no s'inflarien durant la fregimenta.

## Curiositats
- Les pommes soufflées es van fer molt populars en els cafès madridencs com el Cafè de Fornos puix que anaven acompanyades de bistecs de carn de vedella.